# Diocesi di Green Bay
La diocesi di Green Bay (in latino Dioecesis Sinus Viridis) è una sede della Chiesa cattolica negli Stati Uniti d'America suffraganea dell'arcidiocesi di Milwaukee. Nel 2023 contava 361.500 battezzati su 1.062.726 abitanti. È retta dal vescovo David Laurin Ricken.

## Territorio
La diocesi comprende le seguenti contee dello Stato del Wisconsin: Brown, Calumet, Door, Florence, Forest, Kewaunee, Langlade, Manitowoc, Marinette, Menominee, Oconto, Outgamie, Shawano, Waupaca, Waushara e Winnebago.
Sede vescovile è la città di Green Bay, dove si trova la cattedrale di San Francesco Saverio (St. Francis Xavier Cathedral). A De Pere si trova il Santuario di San Giuseppe (National Shrine of St. Joseph / St. Norbert Abbey) e a Champion quello di Nostra Signora del Buon Soccorso.
Il territorio si estende su 27.775 km² ed è suddiviso in 156 parrocchie.

## Storia
La diocesi è stata eretta il 3 marzo 1868 con il breve Summi apostolatus di papa Pio IX, ricavandone il territorio dalla diocesi di Milwaukee (oggi arcidiocesi).
Il 12 febbraio 1875 è entrata a far parte della provincia ecclesiastica dell'arcidiocesi di Milwaukee.
Il 3 maggio 1905 e il 22 dicembre 1945 ha ceduto porzioni del suo territorio a vantaggio dell'erezione rispettivamente delle diocesi di Superior e di Madison.
L'8 dicembre 2010 il vescovo David Laurin Ricken ha approvato le apparizioni mariane che sarebbero avvenute a Champion nel 1859. Si tratta delle prime apparizioni approvate negli Stati Uniti.

## Cronotassi dei vescovi
Si omettono i periodi di sede vacante non superiori ai 2 anni o non storicamente accertati.
- Joseph Melcher † (3 marzo 1868 - 20 dicembre 1873 deceduto)
- Francis Xavier Krautbauer † (12 febbraio 1875 - 17 dicembre 1885 deceduto)
- Frederick Francis Xavier Katzer † (13 luglio 1886 - 30 gennaio 1891 nominato arcivescovo di Milwaukee)
- Sebastian Gebhard Messmer † (14 dicembre 1891 - 28 novembre 1903 nominato arcivescovo di Milwaukee)
- Joseph John Fox † (27 maggio 1904 - 7 novembre 1914 dimesso[4])
- Paul Peter Rhode † (15 luglio 1915 - 3 marzo 1945 deceduto)
- Stanislaus Vincent Bona † (3 marzo 1945 succeduto - 1º dicembre 1967 deceduto)
- Aloysius John Wycislo † (8 marzo 1968 - 10 maggio 1983 dimesso)
- Adam Joseph Maida (8 novembre 1983 - 28 aprile 1990 nominato arcivescovo di Detroit)
- Robert Joseph Banks (16 ottobre 1990 - 10 ottobre 2003 ritirato)
- David Allen Zubik (10 ottobre 2003 - 18 luglio 2007 nominato vescovo di Pittsburgh)[5]
- David Laurin Ricken, dal 9 luglio 2008

## Statistiche
La diocesi nel 2023 su una popolazione di 1.062.726 persone contava 361.500 battezzati, corrispondenti al 34,0% del totale.
| anno | popolazione | popolazione | popolazione | presbiteri | presbiteri | presbiteri | presbiteri                | diaconi | religiosi | religiosi | parrocchie |
| anno | battezzati  | totale      | %           | numero     | secolari   | regolari   | battezzati per presbitero | diaconi | uomini    | donne     | parrocchie |
| ---- | ----------- | ----------- | ----------- | ---------- | ---------- | ---------- | ------------------------- | ------- | --------- | --------- | ---------- |
| 1950 | 213.953     | 535.377     | 40,0        | 378        | 235        | 143        | 566                       |         | 295       | 1.429     | 174        |
| 1966 | 314.136     | 730.000     | 43,0        | 542        | 351        | 191        | 579                       |         | 374       | 1.599     | 192        |
| 1970 | 309.945     | 726.890     | 42,6        | 543        | 347        | 196        | 570                       |         | 309       | 1.355     | 193        |
| 1976 | 325.722     | 728.512     | 44,7        | 496        | 304        | 192        | 656                       | 7       | 290       | 1.091     | 193        |
| 1980 | 337.139     | 746.000     | 45,2        | 467        | 275        | 192        | 721                       | 34      | 285       | 965       | 223        |
| 1990 | 365.022     | 845.000     | 43,2        | 385        | 247        | 138        | 948                       | 73      | 207       | 865       | 214        |
| 1999 | 388.150     | 898.050     | 43,2        | 378        | 235        | 143        | 1.026                     | 81      | 44        | 672       | 199        |
| 2000 | 394.365     | 898.050     | 43,9        | 342        | 206        | 136        | 1.153                     | 86      | 179       | 646       | 198        |
| 2001 | 388.093     | 924.032     | 42,0        | 336        | 200        | 136        | 1.155                     | 87      | 179       | 622       | 191        |
| 2002 | 375.708     | 951.159     | 39,5        | 333        | 198        | 135        | 1.128                     | 92      | 179       | 621       | 188        |
| 2003 | 381.472     | 930.419     | 41,0        | 331        | 201        | 130        | 1.152                     | 104     | 173       | 603       | 185        |
| 2004 | 358.211     | 930.419     | 38,5        | 307        | 192        | 115        | 1.166                     | 108     | 156       | 653       | 185        |
| 2006 | 369.556     | 998.800     | 37,0        | 302        | 189        | 113        | 1.223                     | 127     | 151       | 593       | 169        |
| 2016 | 345.870     | 1.017.267   | 34,0        | 292        | 170        | 122        | 1.184                     | 133     | 153       | 399       | 157        |
| 2019 | 350.700     | 1.029.453   | 34,1        | 260        | 168        | 92         | 1.348                     | 144     | 114       | 343       | 156        |
| 2021 | 354.280     | 1.040.000   | 34,1        | 251        | 165        | 86         | 1.411                     | 142     | 108       | 311       | 156        |
| 2023 | 361.500     | 1.062.726   | 34,0        | 252        | 161        | 91         | 1.434                     | 158     | 104       | 307       | 156        |